# دفن کردن دوست‌دختر سابق
دفن کردن دوست‌دختر سابق (به انگلیسی: Burying the Ex) یک فیلم کمدی زامبی آمریکایی محصول سال ۲۰۱۴ به کارگردانی جو دانته و نویسندگی آلن ترزا با بازی آنتون یلچین، اشلی گرین، الکساندرا داداریو و الیور کوپر است. این فیلم خارج از رقابت در هفتاد و یکمین جشنواره فیلم ونیز به نمایش درآمد. این فیلم در ۱۹ ژوئن ۲۰۱۵ توسط کمپانی آرال‌جی‌ای فیلمز منتشر شد.

## داستان
داستان در مورد دوست دختر یک پسر جوان می‌باشد که می‌میرد و آن پسر هم به سراغ دختر دیگری می‌رود، اما همان دختر که مُرده بود به شکل زامبی به زندگی بازمی‌گردد و…

## تولید
فیلمبرداری اصلی در ۱۷ نوامبر ۲۰۱۳ آغاز شد و در ۱۹ دسامبر ۲۰۱۳ به پایان رسید.

## بازخوردها
در سایت راتن تومیتوز، این فیلم بر اساس ۳۹ نقد، با میانگین امتیاز ۴٫۳ از ۱۰، و ۲۸٪ محبوبیت دارد.
در سایت متاکریتیک دارای امتاز ۳۴ از ۱۰۰، بر اساس ۱۸ منتقد است که، نشان دهنده این می‌باشد «بررسی به‌طور کلی نامطلوب است».